# موز پختنی

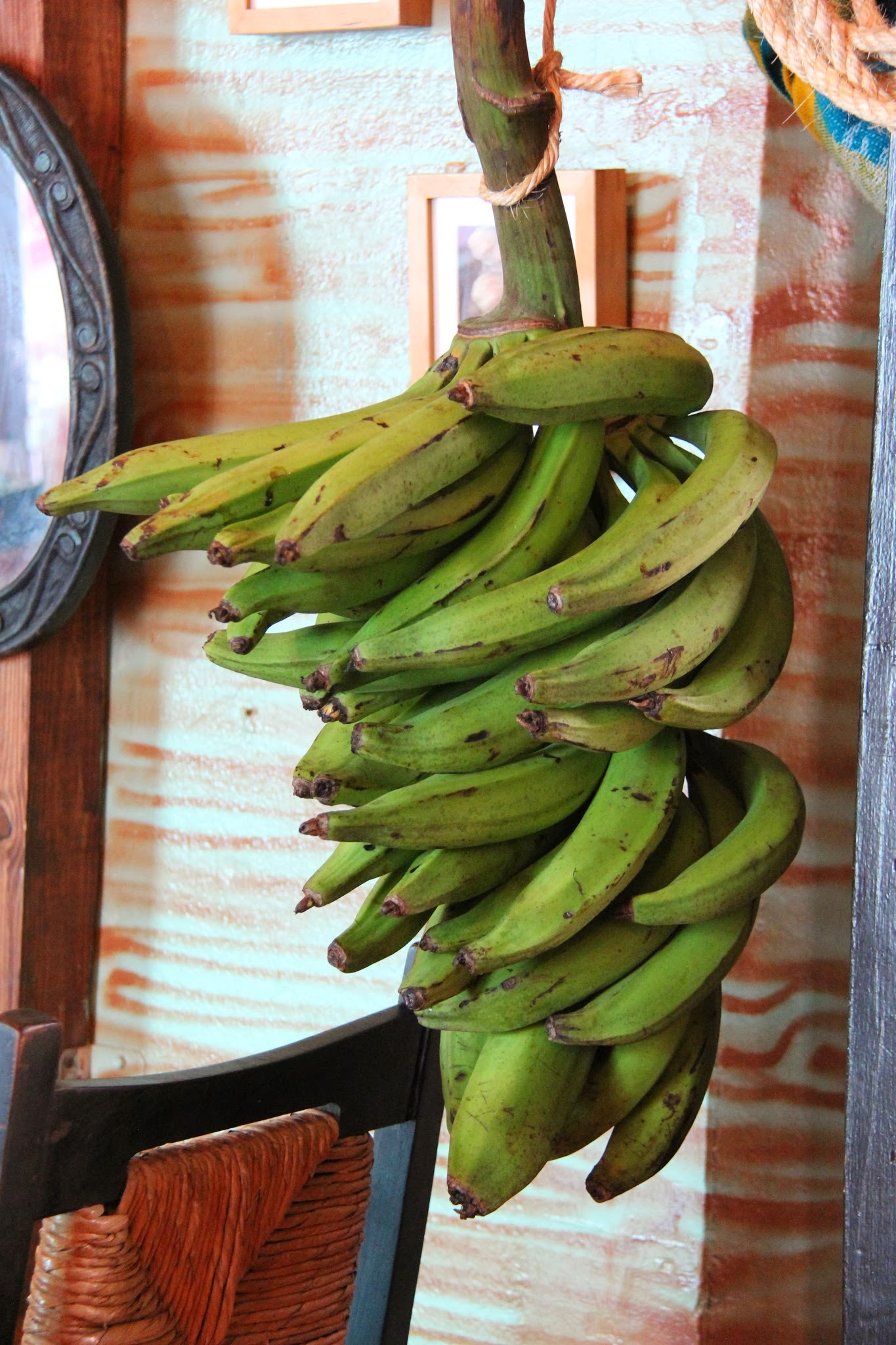
یک خوشه پلنتین

موز پختنی (به انگلیسی: cooking banana) یا پلانتین (به انگلیسی: Plantains) نام میوه و گیاهی است که بومی مناطق حاره‌ای جزایر کارائیب است. میوهٔ موز مانند این گیاه سفت است، میزان نشاسته بالاتر و قند کمتری به نسبت موز شیرین دارد و باید پخته شود. بسیاری از انواع موز پختنی با نام پلانتین یا موز سبز یاد می‌شوند، اما همهٔ موزهای پختنی از نوع پلانتین واقعی نیستند. موز پختنی یک ماده غذایی اصلی در آشپزی آمریکای لاتین است که به صورت‌های سرخ‌کرده، آب‌پز، کباب‌پز می‌توان آن را مصرف کرد.

## ارزش غذایی
پلانتین منبعی غنی از کربوهیدرات‌های پیچیده، ویتامین‌ها و مواد معدنی است. به عنوان یک ماده غذایی، افراد بسیاری در جهان قرن‌هاست که از پلانتین استفاده می‌کنند. پلانتین یا موز مخصوص پخت‌وپز معادل کمتر شیرین، اما نشاسته‌ای‌تر از موز است. موز شیرین که به نام «موز دسری» نیز شناخته می‌شود، در آمریکا و اروپا از محبوبیت بسیار زیادی برخوردار است، اما پلانتین یکی از مواد غذایی ثابت در رژیم غذایی مردم ساکن کشورهای گرمسیری محسوب می‌شود. برخلاف موز دسری، پلانتین تقریباً همواره باید پیش از مصرف پخته شود. در حقیقت، مزه این میوه در حالت خام چندان خوشایند نیست، از این رو، نباید گول ظاهر موز مانند آن را بخورید. پلانتین از نظر مواد مغذی گزینه‌ای سرشار از فیبر، ویتامین‌های آ، ث، و ب۶ و مواد معدنی منیزیم و پتاسیم است.